# Heterolaophonte hamondi
Heterolaophonte hamondi is een eenoogkreeftjessoort uit de familie van de Laophontidae. De wetenschappelijke naam van de soort is voor het eerst geldig gepubliceerd in 1975 door Hicks.